# سیارک ۲۴۴۷۴
سیارک ۲۴۴۷۴ (به انگلیسی: 24474 Ananthram، نامگذاری:2000VE2) بیست و چهار هزار و چهارصد و هفتاد و چهارمین سیارک کشف شده‌است که در ۱ نوامبر ۲۰۰۰ کشف شد.
قدر مطلق سیارک برابر ۱۴.۱ است.